# Soča z Volarjo
Das Fauna-Flora-Habitat-Gebiet Soča z Volarjo im Tal der Soča zwischen Trnovo ob Soči und Tolmin im Nordwesten Sloweniens. Das etwa 14 km² große Schutzgebiet umfasst den Mittellauf des Alpenflusses oberhalb von Tolmin sowie des Zufluss Volarija. An der Soča sind die charakteristischen Lebensräume und die natürliche Flussdynamik des Alpenflusses in weiten Teilen noch gut erhalten. Auch die Volarija ist weitestgehend in natürlichem Zustand geblieben. Die Talhänge wird überwiegend von durch Feldhecken strukturiertem Grünland, darunter auch magere Flachland-Mähwiesen, geprägt.
Das FFH-Gebiet grenzt im Norden an das FFH-Gebiet Julijske Alpe, welches unter anderem auch den gesamten Oberlauf der Soča umfasst.

## Schutzzweck

### Lebensraumtypen
Folgende Lebensraumtypen nach Anhang I der FFH-Richtlinie sind für das Gebiet gemeldet:
| EU Code | * | Lebensraumtyp (offizielle Bezeichnung)                                                               | Fläche (ha) |
| ------- | - | --- | ----------- |
| 3220    |   | Alpine Flüsse mit krautiger Ufervegetation                                                           | 159,6       |
| 3230    |   | Alpine Flüsse mit Ufergehölzen von Myricaria germanica                                               | 159,6       |
| 3240    |   | Alpine Flüsse mit Ufergehölzen von Salix elaeagnos                                                   | 159,6       |
| 6110    | * | Lückige basophile oder Kalk-Pionierrasen (Alysso-Sedion albi)                                        | 37,3        |
| 6510    |   | Magere Flachland-Mähwiesen (Alopecurus pratensis, Sanguisorba officinalis)                           | 690,4       |
| 91E0    | * | Auen-Wälder mit Alnus glutinosa und Fraxinus excelsior (Alno-Padion, Alnion incanae, Salicion albae) | 144         |
| 91K0    |   | Illyrische Rotbuchenwälder (Aremonio-Fagion)                                                         | 60,5        |

### Arteninventar
Folgende Arten von gemeinschaftlichem Interesse kommen im Gebiet vor:
| Bild                | EU Code | * | Art                 | wissenschaftlicher Name     | Artengruppe           |
| ------------------- | ------- | - | ------------------- | --------------------------- | --------------------- |
| Steinkrebs          | 1093    | * | Steinkrebs          | Austropotamobius torrentium | Krebse                |
| Forellenbarbe       | 1138    |   | Forellenbarbe       | Barbus meridionalis         | Fische und Rundmäuler |
| Tiberbarbe          | 1137    |   | Tiberbarbe          | Barbus plebejus             | Fische und Rundmäuler |
| Spanische Flagge    | 1078    | * | Spanische Flagge    | Callimorpha quadripunctaria | Schmetterlinge        |
| Groppe              | 1163    |   | Groppe              | Cottus gobio                | Fische und Rundmäuler |
| Strömer             | 1131    |   | Strömer             | Leuciscus souffia           | Fische und Rundmäuler |
| Hirschkäfer         | 1083    |   | Hirschkäfer         | Lucanus cervus              | Käfer                 |
| Fischotter          | 1355    |   | Fischotter          | Lutra lutra                 | Säugetiere            |
|                     | 1303    |   | Kleine Hufeisennase | Rhinolophus hipposideros    | Säugetiere            |
| Marmorierte Forelle | 1107    |   | Marmorierte Forelle | Salmo marmoratus            | Fische und Rundmäuler |